# Роджерс, Эми Китинг
Эми Китинг Роджерс (англ. Amy Keating Rogers) (род. 17 июня 1969) — американская телевизионная сценаристка, которая участвовала в создании нескольких известных анимационных телесериалов и фильмов, включая эпизоды «Суперкрошки» и «Дружба — это чудо». Она была номинирована на четыре прайм-таймовых премий «Эмми».

## Биография
В 2009 году Роджерс сняла документальный фильм «Джейсон Бейтман думает, что я мертва», в котором рассказывается о её попытках восстановить контакт с актёром Джейсоном Бейтманом, одним из её одноклассников в начальной школе. 27 апреля 2015 года она стала штатной сценаристкой в Disney.
У Роджерс есть муж Аарон, от которого у неё двое детей, Мойра и Сорен Роджерс.

## Фильмография
- Щенячий патруль (2013) (ТВ) (приглашённая сценаристка)
- Брони: Неожиданно взрослые поклонники My Little Pony[англ.] (2013) (в роли самой себя)
- Заботливые мишки: Добрые истории[англ.] (2012) (ТВ) (редактор сюжета)
- Дружба — это чудо (2010—2012; 2014—2015) (ТВ) (сценаристка)
- Волшебные покровители (2008—2009) (ТВ) (сюжет) (сценаристка)
- Дэнни-призрак (2007) (ТВ) (сценаристка, «D-Stabilized»)
- Жизнь и приключения робота-подростка (2005) (ТВ) (сценаристка)
- Фостер: Дом для друзей из мира фантазий (2004—2005) (ТВ) (сюжет) (сценаристка)
- Суперкрошки: Это была битва перед Рождеством (2003) (редактор структур)
- Крутые девчонки (2002) (сюжет)
- Самурай Джек (2001—2004) (ТВ) (редактор структур)
- Мрачный и злой[англ.] (2001) (ТВ) (сюжет)
- Лаборатория Декстера: Путешествие в своё будущее[англ.] (1999) (сюжет)
- Суперкрошки (1998—2004) (ТВ) (сюжет) (редактор структур) (сценаристка) (главная сценаристка) (координатор производства)
- Джонни Браво (1997—2004) (ТВ) (сценаристка: сюжет) (помощник подразделеного производства)
- Лаборатория Декстера (1996) (ТВ) (сюжет)